# Cronologia di Mantova

Stemma di Mantova

Di seguito è riportata una cronologia della storia della città di Mantova, in Lombardia.

## Prima del XVII secolo
- III secolo a.C. - Romani al potere.
- 601 d.C. - Le forze di Agilulfo, re dei Longobardi, conquistano Mantova.
- 804 d.C. - Costituzione della Diocesi cattolica di Mantova.
- 977 - I Canossa al potere.
- 1007 - Bonifacio di Canossa al potere.
- 1090 - Enrico IV, imperatore del Sacro Romano Impero al potere.
- 1113 - Le forze di Matilde di Canossa conquistano Mantova.
- 1115 - Mantova diventa un "comune quasi indipendente".
- 1150 - La Moneta di Mantova inizia a circolare.
- 1167 - Mantova entra a far parte della Lega Lombarda.
- 1188-1199 - Creazione del Ponte dei Mulini.
- 1272 - Bonacolsi al potere (fino al 1328).
- 1281 - Costruita la Torre della Gabbia.
- 1328 - 16 agosto: Rinaldo Bonacolsi viene ucciso; Ludovico I Gonzaga al potere.
- 1400 - Installato l'orologio pubblico (data approssimativa).
- 1403 - Ricostruzione della Cattedrale di Mantova.
- 1406 - Costruito il Castello di San Giorgio.
- 1423 - Fondata la "Scuola di grammatica latina" da Vittorino da Feltre.
- 1444 - Ludovico III Gonzaga, Marchese di Mantova al potere.
- 1460 - L'artista Andrea Mantegna si trasferisce a Mantova.
- 1472
  - Macchina da stampa in funzione.
  - Inizia la ricostruzione della Basilica di Sant'Andrea.
- 1474 - Andrea Mantegna termina la Camera degli Sposi.
- 1480 - Anteprima a Mantova della Fabula di Orfeo di Poliziano.
- 1484 - Francesco II Gonzaga, Marchese di Mantova al potere.
- 1490 - Isabella d'Este diventa moglie di Francesco II.
- 1530 - Creazione del Ducato di Mantova.
- 1535 - Palazzo Te costruito vicino a Mantova.
- 1584 - Viene istituito il collegio dei Gesuiti.

## XVII-XIX secolo
- 1607 - L'opera di Monteverdi L'Orfeo viene presentata a Mantova.
- 1625 - Fondazione del gesuita "Pacifico Ginnasio Mantovano" (università).
- 1630
  - Città saccheggiata dalle forze austriache durante la guerra di successione di Mantova e del Monferrato.
  - Peste a Mantova.
- 1631 - Fine della guerra di successione di Mantova e del Monferrato; I sovrani di Mantova Gonzaga-Nevers diventano "vassalli di Vienna" per trattato di Cherasco.
- 1664 - Inizia la pubblicazione il giornale Gazzetta di Mantova.
- 1686 - Fondata l'Accademia Virgiliana.
- 1708 – l'ultimo dei Gonzaga, il duca Ferdinando Carlo viene dichiarato decaduto dalla Dieta di Ratisbona e il ducato di Mantova passa alla dipendenza diretta degli Asburgo d'Austria.
- 1745 - Mantova diventa parte della "Lombardia austriaca".
- 1767 - Costruito il Teatro Bibiena.
- 1779 - Creazione del "Museo delle antichità".
- 1780 - Creazione della Biblioteca Teresiana.
- 1784 - Inizia la costruzione di Palazzo d'Arco.
- 1796 - 4 giugno: inizia l'assedio di Mantova (1796-1797) da parte delle forze francesi di Napoleone.
- 1797
  - 2 febbraio: fine dell'assedio di Mantova; vittoria francese.
  - La città diventa è sede del "dipartimento del Mincio nella Repubblica Cisalpina".
- 1799 - Assedio di Mantova (1799) da parte delle forze austriache; gli austriaci vincono.
- 1801 - Di nuovo al potere i francesi in base al Trattato di Lunéville.
- 1809 - Disordini economici.
- 1815 - Dopo il Congresso di Vienna, Mantova passa nel Regno Lombardo-Veneto.
- 1822 - Costruito il Teatro Sociale.
- 1853 - Dissidenti politici giustiziati nella vicina Belfiore durante il Risorgimento.
- 1866 - Mantova, dopo il Plebiscito del Veneto del 1866, entra a fare parte del Regno d'Italia.
- 1868 - Istituito l'Archivio di Stato di Mantova.
- 1871 - Banca Agricola Mantovana nel mondo degli affari.
- 1873 - Viene aperta la stazione ferroviaria di Mantova.
- 1874 - 27 giugno: con l'inaugurazione del ponte sul Po (nei pressi di Borgoforte) viene completata la ferrovia Verona-Mantova-Modena.
- 1884 - Disordini economici; repressione militare.
- 1886 - Inizia a funzionare la tranvia Mantova-Asola.
- 1887 - Inizia le pubblicazioni il giornale La Provincia di Mantova.
- 1897 - Popolazione: 29.743 abitanti.

## XX secolo
- 1905 - Demolite le mura.
- 1908 - Inizia a funzionare il tram a Mantova.
- 1911 
  - Costituzione della squadra di calcio Mantova FC.
  - Popolazione: 32.657 abitanti.
- 1913 - Costruzione del Palazzo della Camera di Commercio.
- 1919 - 3, 4 dicembre: Fatti di Mantova.
- 1927 - Inaugurazione del monumento a Virgilio.
- 1928 - Inaugurazione del nuovo Ospedale Civico di Mantova in località Pompilio.
- 1934 - Inizia a funzionare la ferrovia Mantova-Peschiera.
- 1938 - Viene inaugurato in Valletta Paiolo, il nuovo stabilimento dell'"Industria Confezioni Luigi Bianchi" (in seguito Lubiam).
- 1943 - 19 settembre: Eccidio dell'Aldriga.
- 1944 - 14 febbraio: primo bombardamento alleato[1].
- 1945 - 23 aprile: fuga di fascisti e truppe tedesche.
- 1945 - 25 aprile: truppe americane entrano in città[2].
- 1949
  - Inizia a funzionare l'APAM Azienda Pubblici Autoservizi.
  - Si apre lo Stadio Danilo Martelli.
- 1958 - Viene fondata la Corneliani SpA.
- 1959 - 2 agosto: viene aperta al pubblico la piscina comunale, in seguito intitolata a Eugenio Dugoni, dopo la tragica morte del Sindaco.
- 1960-1964 - Si costruisce la Cartiera Burgo.
- 1961 - settembre e ottobre: mostra delle opere di Andrea Mantegna nel Palazzo Ducale.
- 1967 - Cessa di funzionare la ferrovia Mantova-Peschiera.
- 1971 - Popolazione: 65.703 abitanti.
- 1973 - Gianni Usvardi diventa sindaco.
- 1984 - 8 settembre: viene istituito il Parco del Mincio.
- 1997 - Si svolge la prima edizione del Festivaletteratura.

## XXI secolo
- 2002/03 - Mostra: Gonzaga. La Celeste Galeria.
- 2005 - Apre l'arena PalaBam.
- 2006 - Viene inaugurata la pista ciclabile del Mincio tra Peschiera del Garda e Mantova.
- 2008 - 22 settembre: la Banca Agricola Mantovana viene incorporata nel Monte dei Paschi di Siena.
- 2012 - maggio: terremoto dell'Emilia.
- 2013 - Popolazione: 47.223 abitanti.
- 2013 - febbraio: chiude la Cartiera Burgo.
- 2015 - Mattia Palazzi diventa sindaco.
- 2016 - Mantova designata Capitale italiana della cultura.